# Гимн Тонги
Ko e fasi ʻo e tuʻi ʻo e ʻOtu Tonga — государственный гимн Тонги. Гимн используется с 1874 года. Его официальное название с тонганского языка переводится как «Песня короля островов Тонга». Слова — принца Уэлингатони Нгу Тупоумалохи, музыка — Карла Густава Шмитта.
Используется исполнение как на английском языке, так и на тонганском, но последний является официальным.

Английский текст:
Oh almighty God above
Thou art our lord and sure defense
As your people, we trust thee
And our Tonga thou dost love
Hear our prayer for thou unseen
We know that thou hath blessed our land
Grant our earnest supplication
God save Tupou, our king.

Официальный текст на тонганском и перевод на русский